# Niederstotzingen
Niederstotzingen ist eine kleine Stadt im Landkreis Heidenheim in Baden-Württemberg. Sie gehört zur Region Ostwürttemberg.

## Geographie
Niederstotzingen liegt am südöstlichen Rand der Schwäbischen Alb zwischen dem Donautal und dem Lonetal, in einer Höhe von 450 bis 542 m ü. NHN. Im Süden liegt das Schwäbische Donaumoos.

### Nachbargemeinden
Niederstotzingen grenzt im Norden an die Stadt Giengen an der Brenz, im Osten an Sontheim an der Brenz, im Süden an die bayerische Stadt Günzburg, im Westen an Asselfingen im Alb-Donau-Kreis und an die Stadt Herbrechtingen.

### Stadtgliederung
Die Stadt Niederstotzingen besteht aus den Stadtteilen (Wohnbezirken im Sinne der baden-württembergischen Gemeindeordnung) Niederstotzingen (Wohnbezirk I), Oberstotzingen (Wohnbezirk II), Stetten ob Lontal (Wohnbezirk III), Lontal (Wohnbezirk IV mit dem Weiler Reuendorf). Die offizielle Benennung der Stadtteile erfolgt durch den vorangestellten Namen der Stadt und, durch Bindestrich getrennt, nachgestellt der Name der Stadtteile. Im Stadtteil Stetten ob Lontal liegt die abgegangene Ortschaft Kaltenburg.

### Flächenaufteilung
Nach Daten des Statistischen Landesamtes, Stand 2014.

### Schutzgebiete
In Niederstotzingen liegen vier Landschaftsschutzgebiete: das Lone- und Hürbetal, das Fahrtal, das Landschaftsschutzgebiet Berg, Magerrasenflächen südwestlich von Niederstotzingen entlang Bahnlinie und der Donaumoosrand mit Hart, Espenbühl, Plon, Lache, Moos.
Niederstotzingen hat darüber hinaus im äußersten Norden einen minimalen Anteil am FFH-Gebiet Giengener Alb und Eselsburger Tal. Der Südliche Teil der Stadtfläche gehört zum Vogelschutzgebiet Donauried.

## Geschichte

### Bis zum 19. Jahrhundert
Die Gemarkung von Niederstotzingen ist bereits seit dem Jungpaläolithikum besiedelt, wie Funde aus der nahegelegenen Vogelherdhöhle zeigen.
Aus keltischer Zeit stammen die Reste einer Viereckschanze und aus römischer Zeit die Reste einer Villa Rustica zwischen Niederstotzingen und Sontheim oberhalb der alten Donaunordstraße, die von Urspring nach Regensburg führte.
Bei Bauarbeiten im Süden der Stadt wurde 1962 ein kleines Gräberfeld aus der zweiten Hälfte des 7. Jahrhunderts entdeckt, auf dem 13 alemannische Adlige mit ihren Tieren und äußerst wertvollen Beigaben bestattet wurden. Es gilt als das bedeutendste Alemannengrab in Deutschland. Bei den Männern handelt es sich um ranghohe Krieger und ihr Gefolge. Die Grabbeigaben sind fränkischen, langobardischen und byzantinischen Ursprungs, dies deutet auf eine „kulturelle Offenheit“ hin und belegt, dass „Mitglieder derselben Familie womöglich unterschiedlichen Kulturen zugewandt waren“. Genetische Untersuchungen und solche der Knochen auf Herkunftsräume zeigen, dass die hochrangigen Krieger aus verschiedenen europäischen Regionen stammen und offenbar nicht verwandt sind.
Der Name „Stotzingin“ tauchte 1143 erstmals urkundlich auf; seine Bedeutung ist unsicher. Nach dem Ort benannte sich im Hochmittelalter das niedere Adelsgeschlecht Stotzingen, das noch besteht und in Niederstotzingen bis um 1330 seinen Sitz hatte. Die Herrschaft ging dann an die Herren von Riedheim über. Kaiser Karl IV. gestattete Wilhelm von Riedheim 1366, Niederstotzingen zur Stadt auszubauen und zu befestigen. Kaiser Sigismund bestätigte 1430 das Stadtrecht, ebenso Kaiser Matthias 1617. Das Stadtrecht hat der Ort mit kurzer Unterbrechung im 19. Jahrhundert behalten.
Um 1400 erwarben die Herren von Leimberg die Herrschaftsrechte, von denen sie 50 Jahre später als Erbe an die Ritter von Westernach übergingen. Diese tauschten Niederstotzingen 1457 mit den Herren vom Stain gegen deren Herrschaft Konzenberg ein. Die Stain bauten die Herrschaft in den folgenden Jahrhunderten aus, erwarben u. a. wichtige Privilegien wie die Befreiung von fremden Gerichten und führten zielstrebig eine Entwicklung zur freien Reichsritterschaft herbei.
Während des Schmalkaldischen Kriegs befand sich 1546 das Hauptquartier Kaiser Karls V. zeitweilig in Niederstotzingen.
1550 teilten die Erben des Bernhard vom Stain die Herrschaft in zwei Teile: die „burgschlossische“ (nach dem älteren Sitz der Ortsherrschaft, dem Burgschloss, benannt) und die „steinhausische“ Hälfte, benannt nach dem Steinhaus, einem jüngeren Herrschaftssitz. 1565 führte Heinrich vom Stain, ein bedeutender Kriegsmann, in seinem Stadtteil die Reformation ein, während sein Bruder mit der steinhausischen Hälfte der alten Religion treu blieb. So war die Untertanenschaft über Jahrhunderte hinweg religiös gespalten; die Niederstotzinger Kirche wurde bis 1960 simultan benutzt.
Nach dem Tod des kinderlosen Heinrich vom Stain 1605 fiel sein Niederstotzinger Teil an seinen Cousin Leopold Karl, der auf dem benachbarten Bächingen saß. Dieser teilte 1624 seine Niederstotzinger Hälfte unter seinen Söhnen noch einmal auf, sodass nun in Niederstotzingen drei näher oder entfernter verwandte Herren regierten. Es gab nebeneinander die katholische steinhausische, die burgschlossische und die neue freihausische Herrschaft (benannt nach einem weiteren Herrenhaus in der Stadt).
Während der steinhausische Teil 1661 an das Kloster Kaisheim verkauft wurde, wurde der jüngste Teil, der freihausische, nach dem Ableben des kinderlosen letzten Besitzers 1799 wieder mit dem burgschlossischen in der Hand des inzwischen zum Grafen aufgestiegenen Karl Leopold vom Stain vereint. Als auch der 1809 ohne Nachkommen starb, erbte sein Neffe Joseph Alexander Graf von Maldeghem die Territorien (neben Niederstotzingen auch Riedhausen) und sein neu erbautes Schloss. Das Schloss Niederstotzingen ist noch in Händen dieser Familie, die im Laufe der Zeit ihre Besitzungen durch den Ankauf der benachbarten Güter Oberstotzingen und Stetten beträchtlich erweiterte.
Größere Brandkatastrophen mit bis zu einhundert zerstörten Gebäuden sind aus den Jahren 1579, 1622, 1725 und 1773 überliefert.

### Nach der Mediatisierung

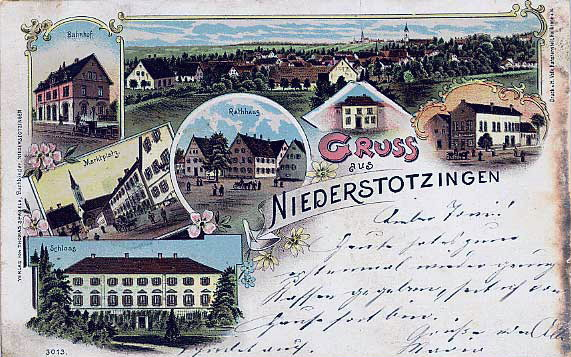
Niederstotzingen um 1900

Von 1803 bis 1806 fielen die Orte auf der heutigen Gemarkung Niederstotzingen an das 1806 errichtete Königreich Bayern.
Gemäß dem Grenzvertrag zwischen Bayern und Württemberg gelangte Niederstotzingen zum Königreich Württemberg und gehörte bis 1819 zum Oberamt Albeck, welches danach ins Oberamt Ulm eingegliedert wurde. Im Jahre 1824 ereignete sich abermals eine größere Brandkatastrophe. 1848 wurde das verlorene Stadtrecht von der württembergischen Regierung wiederhergestellt.
1875 erfolgte mit dem Weiterbau der Brenzbahn von Heidenheim der Anschluss an das Streckennetz der Württembergischen Eisenbahn. 1876 war auch der Streckenabschnitt bis Ulm fertiggestellt.
1914 wurde in Niederstotzingen ein großes Pumpwerk der Landeswasserversorgung und für dessen Stromversorgung die erste 110-kV-Hochspannungsleitung in Württemberg errichtet.
Bei der Verwaltungsreform vom 25. April 1938 während der NS-Zeit in Württemberg gelangte Niederstotzingen zum Landkreis Heidenheim. Nach dem Zweiten Weltkrieg geriet die Stadt in die Amerikanische Besatzungszone und gehörte somit zum neu gegründeten Land Württemberg-Baden, das 1952 im jetzigen Bundesland Baden-Württemberg aufging. Eine nennenswerte Industrialisierung in Niederstotzingen erfolgte erst in der Nachkriegszeit.

### Religionen
Der überwiegende Teil der Gemeinde ist katholischer Konfession (die Hälfte von Niederstotzingen, Oberstotzingen, Stetten, Lontal). Die evangelische Gemeinde entstand 1565. Es existiert auch eine neuapostolische Gemeinde.

### Einwohnerentwicklung
Die Einwohnerzahlen nach dem jeweiligen Gebietsstand sind Schätzungen, Volkszählungsergebnisse (¹) oder amtliche Fortschreibungen des Statistischen Landesamtes Baden-Württemberg (nur Hauptwohnsitze).
| Jahr                 | Einwohner |
| -------------------- | --------- |
| 1. Dezember 1871 1   | 1983      |
| 1. Dezember 1880 1   | 2142      |
| 1. Dezember 1890 1   | 1958      |
| 1. Dezember 1900 1   | 1905      |
| 1. Dezember 1910 1   | 1957      |
| 16. Juni 1925 1      | 2027      |
| 16. Juni 1933 1      | 2050      |
| 17. Mai 1939 1       | 2120      |
| 13. September 1950 1 | 3105      |
| 6. Juni 1961 1       | 3407      |

| Jahr              | Einwohner |
| ----------------- | --------- |
| 27. Mai 1970 1    | 3662      |
| 31. Dezember 1980 | 3870      |
| 25. Mai 1987 1    | 4012      |
| 31. Dezember 1990 | 4326      |
| 31. Dezember 1995 | 4812      |
| 31. Dezember 2000 | 4913      |
| 31. Dezember 2005 | 4905      |
| 31. Dezember 2010 | 4645      |
| 31. Dezember 2015 | 4611      |
| 31. Dezember 2020 | 4721      |

### Eingemeindungen
Am 1. März 1972 wurden Oberstotzingen und Stetten ob Lontal nach Niederstotzingen eingemeindet.

## Politik

### Gemeinderat
In Niederstotzingen wurde der Gemeinderat bis 2019 nach dem Verfahren der unechten Teilortswahl gewählt. Dabei konnte sich die Zahl der Gemeinderäte durch Überhangmandate verändern. 2023 wurde die unechte Teilortswahl abgeschafft. Der Gemeinderat besteht jetzt aus den 14 gewählten ehrenamtlichen Gemeinderäten und dem Bürgermeister als Vorsitzendem. Der Bürgermeister ist im Gemeinderat stimmberechtigt.
Die Kommunalwahl am 9. Juni 2024 führte zu folgendem Ergebnis:
| Parteien und Wählergemeinschaften | Parteien und Wählergemeinschaften                       | % 2024  | Sitze 2024 | % 2019 | Sitze 2019 |
| CDU                               | Christlich Demokratische Union Deutschlands-Wählerblock | 35,63   | 5          | 38,3   | 7          |
| BWI                               | Bürger- und Wählerinitiative                            | 32,94   | 5          | 36,5   | 7          |
| SPD                               | Sozialdemokratische Partei Deutschlands                 | 29,59   | 4          | 25,2   | 5          |
| FDP                               | Freie Demokratische Partei                              | 1,84    | 0          | –      | –          |
| Gesamt                            | Gesamt                                                  | 100     | 14         | 100    | 19         |
| Wahlbeteiligung                   | Wahlbeteiligung                                         | 63,04 % | 63,04 %    | 61,0 % | 61,0 %     |

### Bürgermeister
Am 19. Juni 2016 wurde Marcus Bremer mit 72,2 Prozent der Stimmen zum Bürgermeister gewählt. Er trat das Amt am 1. September 2016 an. Am 7. Juli 2024 wurde er bei einer Wahlbeteiligung von 42,26 Prozent mit 99,3 Prozent der Stimmen für eine zweite Amtszeit wiedergewählt. Zuvor war von 1988 bis 2016 Gerhard Kieninger Bürgermeister.

### Wappen
| Wappen der Stadt Niederstotzingen | Blasonierung: „In Grün ein silberner (weißer) Trinkstotzen (aus Dauben gefügter Becher) mit nach links gekehrter silberner (weißer) Halteschlaufe.“ |
| Wappen der Stadt Niederstotzingen | Wappenbegründung: 1931 hatte die Stadt ein von Grün und Silber (Weiß) geviertes Wappen angenommen, das im ersten Feld einen silbernen (weißen) Hochspannungsleitungsmast, im zweiten drei grüne Ähren, im dritten eine grüne Eiche und im vierten eine silberne (weiße) Kreisel-Wasserpumpe zeigte. Seine Figuren sollten auf das Umspannwerk, auf die Land- und Forstwirtschaft sowie auf das Förderwerk der Landeswasserversorgung hinweisen. 1955 legte die Stadt dieses überladene Bildkennzeichen ab. Das heutige Wappen weist die geringfügig veränderte „redende“ Wappenfigur der Herren von Stotzingen in den Farben des früheren Stadtwappens auf. Das Wappen wurde der Stadt – zusammen mit der Flagge – von der Landesregierung am 12. September 1955 verliehen. |

Wappen der ehemals eigenständigen Gemeinden und heutigen Stadtteile

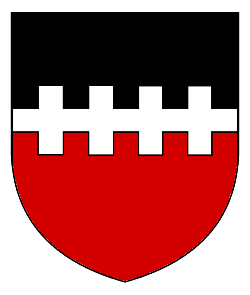
Oberstotzingen
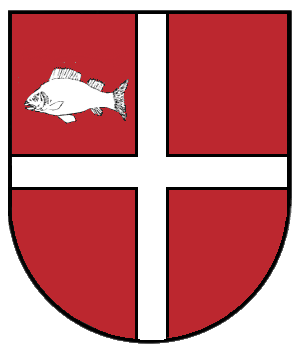
Stetten ob Lontal

### Partnerschaften
Niederstotzingen unterhält partnerschaftliche Beziehungen zu Stotzing im Burgenland in Österreich seit 1983 und zu Bages in der Nähe von Perpignan in Frankreich seit 1992.

## Wirtschaft und Infrastruktur

### Verkehr
Die Stadt ist über die sieben Kilometer entfernte Auffahrt Niederstotzingen der Bundesautobahn 7 (Flensburg–Füssen) an das überregionale Straßennetz angebunden. Landes- und Kreisstraßen schaffen die Verbindung zu den Nachbarorten.
Niederstotzingen liegt an der Bahnstrecke Aalen–Ulm und gehört dem Heidenheimer Tarifverbund an. Zwei Buslinien besorgen den öffentlichen Personennahverkehr (ÖPNV) mit den Nachbargemeinden und Städten.
Durch eine Alltagsroute aus dem Radnetz Baden-Württemberg ist Niederstotzingen über Bahnhof Rammingen und Langenau mit Ulm verbunden sowie in der anderen Richtung über Sontheim an der Brenz, Hermaringen und Giengen mit Heidenheim. In Sontheim besteht ein Abzweig Richtung Bächingen und Gundelfingen an der Donau.
Durch die Gemeinde verläuft als Radfernweg der Württemberger Tälerradweg. Er führt von Crailsheim über Aalen, Heidenheim, Giengen und Niederstotzingen nach Ulm und weiter über Göppingen nach Schwäbisch Gmünd.

### Ansässige Unternehmen
Der Gartengerätehersteller Gardena GmbH betreibt in Niederstotzingen ein Metall verarbeitendes Werk.

### Bildung
Die Stadt verfügt über je einen Kindergarten in Niederstotzingen und in Oberstotzingen. In Niederstotzingen gibt es eine Grund- und Hauptschule mit Werkrealschule. Die ehemalige Grundschule in Oberstotzingen wurde im Jahr 2008 zum Kinderhaus Oberstotzingen „Villa Kaleidos“ umgebaut bzw. neu gebaut. Das Kinderhaus ist seit 12. Januar 2009 in Betrieb. Realschule und Gymnasium befinden sich in Langenau, Herbrechtingen und Giengen an der Brenz. Eine weitere Haupt- und Realschule befindet sich in Sontheim an der Brenz.

### Feuerwehr
Die Freiwillige Feuerwehr Niederstotzingen sorgt für den abwehrenden Brandschutz und die allgemeine Hilfe.

#### Geschichte
Der erste urkundlich erwähnte Brand datiert auf den 18. Juli 1579. Dabei sollen bei einem Großfeuer über einhundert Gebäude abgebrannt sein. Damals war die gesamte Einwohnerschaft zur Hilfeleistung und zum Löschen verpflichtet. Die erste Feuerordnung der Stadt gab es im Jahr 1720. Ungefähr hundert Jahre später gab es im Ort die erste Feuerwehrspritze.
Bis zur Gründung einer Feuerwehr verging aber noch einige Zeit. Als der untere Torturm im Jahr 1879 nach einem Blitzschlag abbrannte, errichtete man mit dem Geld der Brandversicherung das erste Feuerwehrhaus an der Dogge bei der heutigen Autowerkstatt Bauer.
Die Gründung der Feuerwehr Niederstotzingen geschah am 20. Juni 1880. Dabei handelte es sich um eine Pflichtfeuerwehr, in der alle männlichen Einwohner der Stadt im Alter von 18 bis 60 Jahren Dienst leisten mussten. Erster Kommandant war der Lehrer Feucht.
Aus der Pflichtfeuerwehr wurde am 17. November 1929 eine Freiwillige Feuerwehr. Grund für die Umwandlung war die Auffassung, dass Freiwillige den Dienst besser erfüllen würden, und man so auch die örtliche Jugend für den Dienst in der Feuerwehr motivieren wollte. Georg Ruff war erster Kommandant der Freiwilligen Feuerwehr.
Im Jahr 1960 fand eine Fahnenweihe statt. Das goldene Leistungsabzeichen wurde 1972 erstmals errungen. Im selben Jahr kam es zu einer größeren Änderung im Feuerwehrwesen der Stadt. Durch die Eingemeindung von Oberstotzingen und Stetten wurden die Feuerwehren dieser beiden Orte an die Niederstotzinger Feuerwehr angeschlossen und als Abteilungen weitergeführt. Die Abteilung Stetten wurde dann im Jahr 2002, nach dem Einzug ins neue Feuerwehrhaus am Place de Bages, in die Abteilung Niederstotzingen eingegliedert.
Bis 1979 wurde das alte Feuerwehrhaus an der Dogge genutzt. Da dies den veränderten Anforderungen nicht mehr gerecht wurde, baute man an der Stadthalle ein neues Feuerwehrhaus, das seinerseits im Jahr 2001 aufgrund des geringen Platzangebotes und erneut veränderter Bedingungen durch einen modernen Neubau am Place de Bages ersetzt wurde. Die Einweihung fand am 26. Oktober 2001 statt. Dieses Gebäude ist seitdem auch die Heimat aller Abteilungen der Feuerwehr.
Das 100-jährige Bestehen der Niederstotzinger Feuerwehr wurde im Jahr 1980 mit dem Kreisfeuerwehrtag und drei Festtagen groß gefeiert. Festabende und ein Festzug standen auch im Jahr 1998 bei einem weiteren Kreisfeuerwehrtag in der Stadt an.
Im Herbst 2002 wurde eine Jugendfeuerwehr gegründet, die mit 23 Jugendlichen startete. Erster Jugendfeuerwehrwart ist Volker Bargen. Außerdem wurde im selben Jahr auch die Altersabteilung gegründet, in der sich etliche ehemalige Kameraden unter der Leitung von Rolf Finkel zusammenschlossen.

#### Fuhrpark
- Mannschaftstransportfahrzeug (MTF): Ford Transit, Baujahr 2010, Aufbau Firma Hensel
- Hilfeleistungslöschgruppenfahrzeug (HLF 10): MAN TGM, Baujahr 2019, Aufbau Firma Magirus
- Hilfeleistungslöschgruppenfahrzeug (HLF 20/16): MAN TGM, Baujahr 2007, Aufbau Firma Ziegler
- Schlauchwagen (SW 1000): Mercedes 510, Baujahr 1996, Aufbau Firma Ziegler[15]

## Kultur und Sehenswürdigkeiten

### Bauwerke

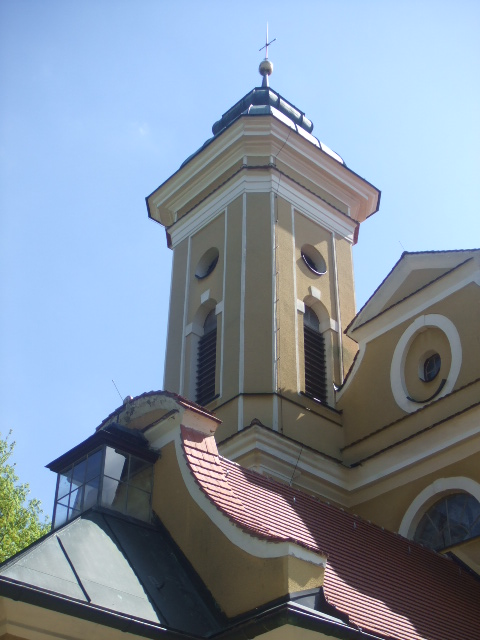
Wallfahrtskirche in Stetten

- Schloss Niederstotzingen, klassizistischer Bau von 1780, an Stelle der alten Burg („Burgschloss“) vom Grafen vom Stain errichtet. Obwohl das Schloss, das sich im Besitz der Gräflichen Maldeghem’schen Verwaltung befindet, 1843 zu einem „unteilbaren und unveräußerlichen Stammgut“ – einem Fideikommiss – zusammengeschlossen wurde, soll es jetzt veräußert werden. Große Teile des Inventars wurden 1999 in Amsterdam versteigert.[16]
- Schloss Oberstotzingen, im 16. Jahrhundert von dem bayerischen Adelsgeschlecht Jarsdorf aus Jahrsdorf erbaut. 1942 diente es als Zwangsaltersheim für jüdische Senioren.[17] Heute Schlosshotel.
- Barockkirche St. Martin in Oberstotzingen, 1761 auf römischen Mauerresten neu erbaut.
- Andreaskirche in Niederstotzingen
- Schloss Stetten ob Lontal, 1583 von der Familie von Riedheim erbaut, 1712 durch Valerian Brenner barock umgestaltet.
- Barocke Wallfahrtskirche Mariä Himmelfahrt in Stetten, 1733 vollendet, mit Kopie der Schwarzen Madonna von Einsiedeln sowie original erhaltener zweimanualiger, siebenregistriger Orgel der Gebrüder Link von 1871 (op. 57).[18]
- Burg Kaltenburg im Lonetal zwischen den Orten Hürben und Burgberg. Umfangreiche Mauerreste haben sich aus dem 12. Jahrhundert erhalten.

### Naturdenkmäler

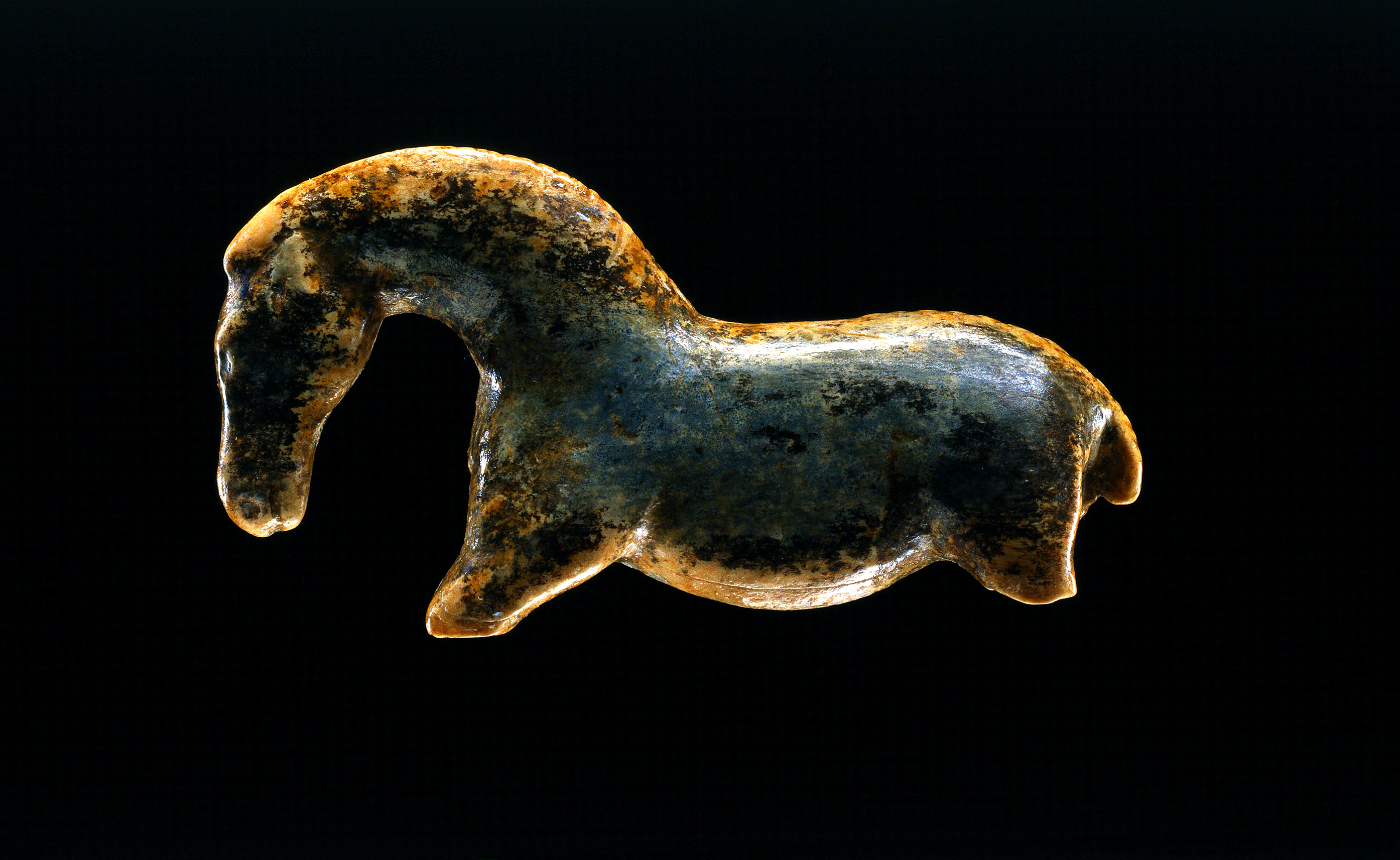
Das Wildpferd vom Lonetal aus der Eiszeit

Die 1931 entdeckte Vogelherdhöhle im Lonetal, etwa fünf Kilometer nordwestlich von Niederstotzingen gelegen, ist der Fundort des berühmten Lonetalpferds und aufgrund der archäologischen Funde über die Region hinaus bekannt. Sie war vor 35.000 Jahren Rastplatz und Unterstand für die eiszeitlichen Menschen.

### Archäopark
Um die besonderen eiszeitlichen Funde und die dazugehörige Vogelherdhöhle besser öffentlich zu Geltung zu bringen, wurde 2013 bei Niederstotzingen-Stetten der Archäopark Vogelherd am Rande des Lonetales eingerichtet, ein erlebnispädagogisch ausgerichtetes Urzeitmuseum. Neben einem großzügigen Freigelände mit Aktionsplätzen und dem Zugang zur Vogelherdhöhle umfasst der Park ein Besucher- und Informationszentrum, in dessen Ausstellungsraum zwei originale Vogelherd-Figuren dauerhaft präsentiert sind. Gleichzeitig stellt das Konzept der Anlage die Vogelherdhöhle im Verbund mit den anderen archäologisch wichtigen Lonetalhöhlen dar.
Der Archäopark ist ein Bestandteil des UNESCO-Welterbes „Höhlen und Eiszeitkunst der Schwäbischen Alb“. Ende November 2022 beschloss der Gemeinderat der Stadt Niederstotzingen, den Betrieb des Archäoparks einzustellen.

### Sport und Freizeit
Im Jahre 1967 wurde eine Kleinschwimmhalle eröffnet, die im Juni 2011 geschlossen wurde.
Es gibt zwölf Sportvereine, 19 weitere Vereine und sieben sonstige Vereinigungen.

## Söhne und Töchter der Stadt
- Johann Christoph Friedrich Haug (1761–1829), Professor an der Stuttgarter Karlsschule und Hofdichter in Stuttgart
- Rudolf Friedrich Heinrich von Magenau (1767–1846), Pfarrer und Schriftsteller
- Jacob Friedrich von Magenau (1796–1857), württembergischer Oberamtmann
- Johann Georg Mettenleiter (1812–1858), Komponist und Kirchenmusiker, geboren in Lontal
- Julius Roger (1819–1865), Arzt, Naturforscher, Entomologe, Volkskundler und Sammler von Volksliedern
- August Roger (1823–nach 1887), württembergischer Oberamtmann
- Eduard Waldraff (1901–nach 1988), Maler, Grafiker und Kunsterzieher
- Bernhard Hommel (* 1958), Universitätslehrer und Forscher
- Doris Koch (* 1960), bildende Künstlerin und Kulturwissenschaftlerin
- Andreas Merkle (* 1962), ehemaliger Fußballprofi